# Albuneidae
Albuneidae é uma família de caranguejos escavadores, caracterizada por os seus membros escavarem tocas na areia. São conhecidas 50 espécies extantes e pelo menos 9 espécies fósseis. Espécimes fósseis foram descritas em sedimentos do Cretáceo, Mioceno e Oligoceno.